# Piper semiplenum
Piper semiplenum är en pepparväxtart som beskrevs av William Trelease. Piper semiplenum ingår i släktet Piper och familjen pepparväxter. Inga underarter finns listade i Catalogue of Life.